# Sem Limites (filme)
Sem Limites (em inglês:  Limitless) é um filme estadunidense do género techno-thriller dirigido por Neil Burger. Com roteiro de Leslie Dixon, baseado no romance The Dark Fields, de Alan Glynn, e estrelado por Bradley Cooper e Robert De Niro. O filme foi lançado pela Relativity Media em 18 de março de 2011.

## Enredo
Eddie Morra (Bradley Cooper) é um escritor que vive em Nova York e recentemente termina com sua namorada Lindy (Abbie Cornish), não tendo ainda conseguido cumprir o prazo de entrega do seu novo livro (o qual ainda não está escrevendo). Em um certo dia, Eddie encontra Vernon Gant (Johnny Whitworth), o irmão de sua ex-mulher Melissa Gant (Anna Friel), Vernon é um negociante de drogas (remédios) que oferece a Eddie um amostra de uma nova droga, NZT-48. Eddie aceita, e para sua surpresa, a droga aumenta sua inteligência e melhora sua concentração, o cérebro que normalmente usado em 20% de seu limite, passa a ser usado em 100%, todos os sentidos tornam-se aguçados e uma nova visão sobre os problemas de sua vida começam a surgir.
Eddie pede a Vernon mais desta droga e ele concorda. Quando Eddie vai ao apartamento de Vernon, ele o encontra morto. No apartamento, Eddie encontra um pacote do NZT escondido atrás de um forno, junto com uma caderneta com diversos nomes e algum dinheiro. Com o dinheiro de Vernon e o NZT, Eddie muda sua imagem e abandona a carreira de escritor pelo mercado de ações. Ele enriquece em um ritmo muito rápido e logo é empregado por um poderoso homem de negócios, Carl Van Loon (Robert DeNiro). Eddie também volta com Lindy. Enquanto isso, ele sente que está sendo seguido por um homem de casaco castanho (Tomas Arana). Em pouco tempo, os efeitos colaterais do NZT aparecem. Eddie não consegue cumprir uma tarefa designada a ele por Carl por conta da falta do NZT, e ainda teme que possa ter matado uma mulher. Ele descobre que a retirada da droga leva a morte ou a serios danos às faculdades mentais.
Alertam-no para reduzir as dosagens até que ele possa parar antes que seja tarde demais.
Eddie tenta seguir a recomendação, mas, sem a droga ele passa muito mal. Eddie paga a um químico para produzir mais NZT, e enquanto isso, tenta recuperar seu pacote que foi roubado.
Um ano depois, Eddie teve seu livro publicado (o título do livro, Illuminating the Dark Fields, faz apologia à novela que inspirou o filme) e está concorrendo a uma vaga no senado dos Estados Unidos e além disso é considerado um potencial candidato à presidência. Durante sua campanha para senador, Carl aborda Eddie e lhe informa que ele comprou a companhia farmacéutica que criou o NZT e forçou o fechamento do laboratório de Eddie. Carl oferece a Eddie um suprimento ilimitado de NZT, entretanto, Eddie precisa aceitar trabalhar novamente para Carl. Eddie recusa a oferta, informando a Carl que seu cérebro mudou devido ao seu longo uso da droga, e que não precisa mais tomá-la. Segundo ele, pôde reformular a composição da droga, de modo que seu cérebro ficou permanentemente alterado, retendo os benefícios cognitivos oferecidos pelo NZT.

## Elenco
- Bradley Cooper - Eddie Morra
- Robert De Niro - Carl Van Loon
- Abbie Cornish - Lindy
- Anna Friel - Melissa
- Jennifer Butler - Mulher dos negócios
- Johnny Whitworth - Vernon Gant
- Robert John Burke - Pierce
- Tomas Arana - Tan Coat
- T.V. Carpio - Valerie
- Patricia Kalember - Sra. Atwood

## Gravação
As filmagens começaram em março de 2010, com um orçamento de 26 milhões de dólares, com locações na Filadélfia e Nova Iorque e foram concluídas em 28 de maio de 2010. Algumas cenas filmadas Filadélfia passaram como se fosse New York.

## Prêmios e Indicações
Teen Choice Awards
- 2011: Indicado: Choice Movie Actor: Drama - Bradley Cooper
- 2011: Indicado: Choice Movie: Drama

Scream Awards
- 2011: Venceu: Melhor Thriller[3]

World Soundtrack Awards
- 2011: Indicado: Discovery of the Year - Paul Leonard-Morgan[4]